# Sicya
Sicya är ett släkte av fjärilar. Sicya ingår i familjen mätare.

## Dottertaxa tillSicya, i alfabetisk ordning[1]
- Sicya agyllaria
- Sicya argyllaria
- Sicya aurunca
- Sicya bala
- Sicya calipusaria
- Sicya calurodon
- Sicya crocearia
- Sicya cruzensis
- Sicya directaria
- Sicya diversicolor
- Sicya dognini
- Sicya ennomaria
- Sicya erebata
- Sicya faustinaria
- Sicya inquinata
- Sicya laetula
- Sicya lewisi
- Sicya macularia
- Sicya medangula
- Sicya mesapia
- Sicya morsicaria
- Sicya myron
- Sicya neda
- Sicya nemeenaria
- Sicya obscurissima
- Sicya olivata
- Sicya pergilvaria
- Sicya pomona
- Sicya sirra
- Sicya sistenda
- Sicya snoviaria
- Sicya solfataria
- Sicya sublimaria
- Sicya subviridis
- Sicya truncataria
- Sicya vigasia